# Albert de Saxe (philosophe)
Pour les articles homonymes, voir Albert de Saxe (homonymie).
Albert de Saxe, en latin Albertus de Saxonia (v. 1316 – 8 juillet 1390), philosophe allemand, disciple de Jean Buridan. Il a été, sous le nom d'Albrecht III, évêque de Halberstadt (Principauté épiscopale de Halberstadt) de 1366 à sa mort.

## Biographie
Albert nait à Rickensdorf près de Helmstedt, fils d'un fermier dans un petit village. Mais grâce à son talent, il est envoyé étudier à l'Université de Prague et à l'Université de Paris.
À Paris, il devient maître d'art (professeur) et occupe ce poste de 1351 à 1362. Il étudie également la théologie au collège de la Sorbonne, sans obtenir de diplôme. En 1353, il est recteur de l'Université de Paris. Après 1362, Albert va à la cour du pape Urbain V à Avignon en tant qu'employé de Rodolphe IV, duc d'Autriche, afin de négocier la fondation de l'Université de Vienne. Ses démarches étant couronnées de succès, Vienne obtient la permission requise, et Albert devient le premier recteur de son université en 1365.
En 1366, Albert est élu évêque de Halberstadt (comme Albert III), le diocèse dans lequel il est né. En tant qu'évêque de Halberstadt, il s'allie à Magnus II de Brunswick-Lunebourg contre Gebhard de Berg (de), évêque de Hildesheim. Il est fait prisonnier par Gebhard à la bataille de Dinckler en 1367.
Il meurt à Halberstadt en 1390.

## Philosophie
Albert a été élève de Jean Buridan et est très influencé par les enseignements de Buridan sur la physique et la logique. En tant que philosophe naturel, il travaille dans la tradition de Jean Buridan et a contribué à la propagation de la philosophie naturelle parisienne dans toute l'Italie et l'Europe centrale. À l'instar de Buridan, Albert a combiné l'analyse critique du langage avec le réalisme épistémologique. Albert distingue, comme Buridan l'a fait, entre ce qui est absolument impossible ou contradictoire et ce qui est impossible "dans le cours commun de la nature" et considère des hypothèses dans des circonstances qui ne sont pas naturellement possibles mais imaginables compte tenu du pouvoir absolu de Dieu. Albert a refusé d'étendre la référence d'un terme physique à des possibilités purement imaginaires surnaturelles. Plus tard considéré comme l'un des principaux adhérents du nominalisme, avec ses contemporains proches à Paris, Jean Buridan et Marsile d'Inghen, dont les œuvres sont souvent si semblables qu'elles doivent être confondues les unes avec les autres. La récente diffusion de l'œuvre d'Albert de Saxe a fait de lui une figure plus connue dans certaines régions que des contemporains plus talentueux comme Buridan et Nicole Oresme.
Le travail d'Albert dans la logique montre également une forte influence de Guillaume d'Ockham, dont les commentaires sur la logica vetus (sur Porphyre de Tyr, et les Catégoriae et De interpretatione d'Aristote), ont fait l'objet d'une série d'œuvres appelées les Quaestiones d'Albert.

Trois étapes de l'impetus selon Albert de Saxe

Les enseignements d'Albert de Saxe sur la logique et la métaphysique étaient extrêmement influents. La théorie de l'impetus a introduit une troisième étape dans la théorie à deux étapes d'Avicenne:
- Étape initiale, le mouvement est en ligne droite dans la direction de l'impulsion qui est dominante alors que la gravité est insignifiante;
- étape intermédiaire, le chemin commence à s'écarter de la ligne droite dans le cadre d'un grand cercle car la résistance de l'air ralentit le projectile et la gravité le redresse;
- dernière étape, la gravité seule entraîne le projectile vers le bas verticalement à mesure que tout l'impetus est dépensé.

Cette théorie était un précurseur de la théorie moderne de l' inertie.

## Travaux

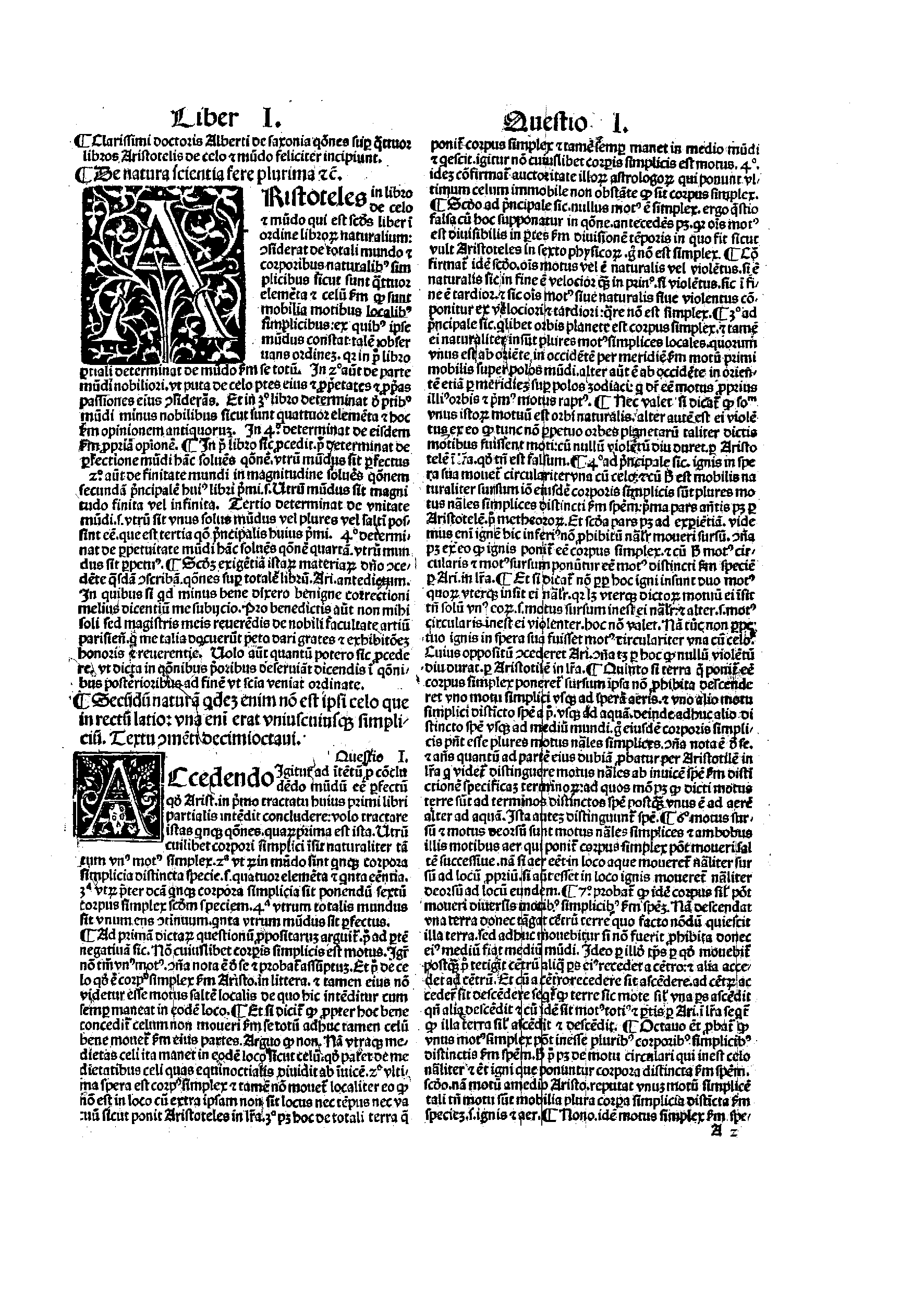
Questiones subtilissime in libros de caelo et mundo, 1492

- Perutilis Logica Magistri Alberti de Saxonia (Logique très utile), Venise 1522 and Hildesheim 1974 (reproduction)
- Albert of Saxony's Twenty-Five Disputed Questions on Logic. Une édition critique de ses Quaestiones circa logicam, par Michael J. Fitzgerald, Leiden: Brill, 2002
- Quaestiones in artem veterem   Edition critique par Angel Muñoz Garcia, Maracaibo, Venezuela: Universidad del Zulia, 1988
- Quaestiones on the Posterior Analytics
- Quaestiones logicales (Questions Logiques )
- De consequentiis (Des conséquences) - attribué
- De locis dialecticis (Sur les sujets dialectiques) - attribué
- Sophismata et Insolubilia (en) et Obligationes, Paris 1489 et Hildesheim 1975 (reproduction)
- Expositio et quaestiones in Aristotelis Physicam ad Albertum de Saxonia attributae. Édition critique de Benoit Patar, Leuven, Peeters Publishers, 1999
- Questiones subtilissime in libros Aristotelis de caelo et mundo, Venetiis, 1492. Questiones subtilissime super libros posteriorum, Venetiis 1497 Hildesheim 1986 (reproduction)
- Alberti de Saxonia Quæstiones in Aristotelis De  cælo Édition critique de Benoit Patar, Leuven, Peeters Publishers, 2008
- De latudinibus, Padoue 1505
- De latitudinibus formarum
- De maximo et minimo
- De quadratura circuli - Question sur la quadrature du cercle
- Tractatus proportionum, Venice 1496 and Vienna 1971: editeur Hubertus L. Busard

## Éditions modernes et traductions anglaises
- Tractatus proportionum: Der Tractatus proportionum von Albert von Sachsen, Osterreichische Akademie der Wissenschaften, math.-nat. Klasse, Denkschriften 116(2):44–72. Springer, Vienna, 1971.
- Perutilis logica, Latin text and Spanish translation by A. Muñoz-Garcia, Universidad Nacional Autonoma de Mexico, 1988.
- Quaestiones in Artem Veterem,Latin text and Spanish translation by A. Muñoz-Garcia, Maracaibo, Universidad del Zulia, 1988.
- De proprietates terminorum (second tract of the Perutilis logica), edited by C. Kann, Die Eigenschaften der Termini, Brill, Leiden, 1993.
- Quaestiones super libros Physicorum, edited by B. Patar, Expositio et Quaestiones in Aristotelis Physicam ad Albertum de Saxonia attributae, Louvain, Peeters, 1999 (3 volumes).
- Quaestiones circa Logicam: Twenty-Five Disputed Questions on Logic, trans. Michael J. Fitzgerald, Dallas Medieval Texts and Translations 9, Louvain and Paris: Peeters, 2010.